# Donna (romanzo)
Donna (Femme) è un romanzo di carattere femminista scritto nel 1919 dalla giornalista militante francese Magdeleine Marx-Paz e rappresenta la sua prima prova come scrittrice engagée. Il romanzo venne pubblicato da Gallimard nel 1919 con una prefazione di Henri Barbusse e venne tradotto in italiano nel 1922 dalla Società Editrice Avanti! su autorizzazione dell'autrice.
Henri Barbusse, nel dichiararsi entusiasta della collaborazione di Magdeleine alla rivista Clarté, ne mette in risalto l'importanza nel campo della letteratura femminile del dopoguerra affermando che esso esprime ciò che fino a quel momento non era stato espresso e cioè esprime la donna.
Henri Barbusse però non esprime soltanto un apprezzamento critico nei confronti del romanzo ma dimostra di considerarlo una valida proposta educativa, una sorta di "predicazione", senza moralismi inutili, da parte di una donna rivoluzionaria verso tutte le altre donne e, in particolare, verso il cammino dell'emancipazione.
"Questo pensiero, quest'animo, faranno stupire e urteranno le vecchie tradizioni maschili, a cui s'inchinano le donne stesse, indubbiamente a causa delle loro vecchie tradizioni di servaggio. Ma noi sappiamo bene che, dovunque e sempre, la riprovazione che esso provoca ha il sublime difetto della verità... E che? Ecco una donna che, in gridi di cui la sincerità s'impone magnificamente, insorge contro l'errore dell'istinto materno - la "voce del sangue"- contro l'esclusività dell'amore; che sa e confessa come l'amore uccida soltanto i morti e non quelli che restano; che rifà sotto altre forme la legge e la credenza della mescolanza delle coppie, della maternità e del dolore! E quest'espressione nuova della donna, e, per conseguenza, della vita, questa suggestiva predicazione giovane e forte che riduce le idee artificiali, straniere, risuona nel momento in cui la donna si appresta a partecipare altrimenti che da riproduttrice e da domestica alla vita generale. Magdeleine Marx dunque vuole presentare una nuova figura di donna, un'immagine rivoluzionaria, anticonformista, che possa servire da esempio a quella minoranza di giovani universitarie che, attraverso l'istruzione, possono conquistarsi un percorso di vita autonomo.
Anche questo libro, come molte novità di quegli anni, s'inserisce tra le testimonianze degli anni di guerra, ma raccontata attraverso l'esperienza di una donna e delle sue mille battaglie quotidiane. La guerra, nel romanzo di Magdeleine Marx, assume una valenza inedita, quella di un momento di rottura che, dopo aver investito tutta la società, si ripercuote sulla vita degli individui con tale violenza da provocare una presa di coscienza rivoluzionaria.
Infatti la guerra resta presente sullo sfondo dell'intero romanzo, ma con la funzione di mettere in risalto il risveglio di una giovane donna borghese, che riesce a liberarsi da un destino scontato tra le mura domestiche e ad affrontare la vita da sola.
Appare dunque con evidenza in questo romanzo l'engagement dell'autrice, che si propone, attraverso l'esempio della giovane protagonista del romanzo, di rivolgersi alla giovane borghese e di svegliarla, mostrandole le sue potenzialità.
Leggendo il romanzo conosciamo la storia di una donna, una tragedia comune, consumata nella solitudine, condivisa da tante giovani donne e madri di quegli anni. Ma non è la rassegnazione che domina le pagine del romanzo, bensì la determinazione di lottare malgrado tutto, per continuare a vivere, cercando di farcela da sola, guardando al futuro, per sé e per i propri figli.
Infatti, dopo aver abbandonato la famiglia e insieme la sua condizione di fanciulla borghese, per cui l'unico obiettivo appariva un vantaggioso matrimonio, la protagonista cerca di costruirsi una vita diversa, cercando attraverso il lavoro, di cui viene messo in evidenza la funzione emancipatrice, la propria libertà.
L'autrice del romanzo propone dunque l'esempio di un percorso femminile anticonformista, completamente contrario a quello indicato dall'educazione borghese, un percorso di rottura e di rifiuto verso tutti i valori imposti dalla società borghese alle donne. La giovane protagonista del libro si oppone alla madre, rifiutando il suo modello di vita e ponendosi con lucidità contro una vita sicura ma condotta in una condizione di subordinazione. La madre viene presentata come una donna sottomessa, che non ha mai la possibilità di esprimersi e di sviluppare la propria reale personalità, e che soprattutto non ha il diritto di farsi valere per le proprie capacità né di scegliere la propria strada.
Contro questo modello di vita la Marx presenta la sua proposta educativa, indicando alle giovani donne, sorelle ideali della protagonista del libro, la strada della solitudine e del lavoro, inaugurando per loro il diritto di costruirsi una nuova morale, basata sulle proprie esigenze e sui propri reali sentimenti.
Magdeleine Marx esprime senz'altro la volontà di formare queste donne e prima ancora di informarle, di far loro conoscere la triste realtà della condizione femminile nella società capitalista e prepararle per una nuova vita, rivoluzionaria e indipendente, ma dura. La protagonista del romanzo vede infatti la sua vita sgretolarsi dopo la morte dell'uomo che ama e che ha sposato, seppur contro il parere dei genitori.

Ma il momentaneo ritorno nella casa paterna costituisce per lei un ulteriore motivo di riflessione, che si svolge in un nuovo dialogo con la madre, modello femminile negativo legato al passato. Al contrario la giovane protagonista decide, per la seconda volta, e malgrado il figlio, di non scambiare la propria libertà con le facilitazioni che le sarebbero offerte da una comoda vita borghese. Per sé e per suo figlio decide di riprendere la sua strada, anche se da sola, commentando così la sua scelta: 
(Marx, pag. 239)
Quest'esigenza della solitudine, fondamento dell'indipendenza, esprime dunque la volontà dell'autrice di svolgere un discorso educativo, che sia decisamente rivolto alla formazione morale delle donne in senso rivoluzionario.
 A questo scopo il romanzo si presenta, come per facilitare l'esposizione quasi didattica del suo messaggio educativo, diviso in due parti, intitolate simbolicamente "Nascere" e "Essere", come ad indicare le due fasi fondamentali dell'emancipazione della coscienza femminile: il risveglio della coscienza e la conseguente possibilità di esistere finalmente come donna.
Nel corso del romanzo Magdeleine Marx affronta i molteplici temi legati alla condizione femminile, dall'amore alla maternità, parlandone senza reticenze, sulla base delle proprie esperienze e dei propri sentimenti, riuscendo a non cadere in luoghi comuni.
 Anche il compito imposto dalla maternità, allevare il proprio figlio, viene valutato come un incarico sociale, quello di preparar l'uomo di domani, e non soltanto sulla base del proprio amore materno. Le pagine dedicate al figlio sono pervase dal sentimento del futuro, visto come una meta verso cui bisogna prepararlo e indirizzarlo, in modo del tutto disinteressato. L'autrice rifiuta l'aspetto egoistico dell'amore filiale, dimostrando come il futuro dei nostri figli non ci appartenga e si compia naturalmente quando il nostro è già concluso.
Quello di Magdeleine Marx appare in effetti un inno alla giovinezza e alle sue potenzialità. Le parole rivolte al figlio sembrano caricarsi di un forte valore simbolico e assumere il valore di un appello alla società intera: educare le donne per mostrar loro la via all'emancipazione significa anche porre le basi di una società più giusta, dando un valido esempio alle giovani generazioni.
Il libro della Marx, pur avendo ormai un secolo, non appare mai scontato né ingenuo, risultando per certi versi ancora attuale come testimonianza femminile. La sensibilità con cui l'autrice racconta la vita della protagonista, per la quale s'ispira alla sua vita, rivela aspetti di tale modernità da poter ancora trasmettere un messaggio femminista alle donne d'oggi.
 questa sensibilità ci offre, come in un riflesso, l'immagine dell'ambiente progressista in cui Magdeleine Marx ha avuto la possibilità di lavorare e di esprimersi. In questo senso completa il quadro che via via si è andato formando della redazione di "Clarté", dove dei giovani intellettuali cercarono di elaborare una nuova morale, che si nutrisse di libertà e di solidarietà, di uguaglianza e di pace.

Questi ideali, eternamente apprezzati dalla gioventù, negli anni venti si appoggiavano su qualcosa di concreto: l'esempio della Rivoluzione russa e certamente Magdeleine Marx respirò quest'atmosfera e questi ideali durante la sua esperienza diretta di giornalista a Clarté, rivista rivoluzionaria. Anche se la Marx non è divenuta celebre per il suo romanzo, come pensava invece Barbusse, esso rimane nella storia della letteratura e senza dubbio merita ugualmente gli elogi che ne chiudono la prefazione: 
(Henri Barbusse, Prefazione a Marx, pag. 7)

## Edizioni
- Magdeleine Marx-Paz, Donna, Milano, Società Editrice Avanti!, 1922.